# Майлс, Юстас
Юстас Хэмилтон Майлс (англ. Eustace Hamilton Miles; 22 сентября 1868, Лондон — 20 июня 1948, Лондон) — британский игрок в жё-де-пом, серебряный призёр летних Олимпийских игр 1908.
На Играх 1908 в Лондоне Майлс занял второе место в единственном турнире по жё-де-пому среди отдельных спортсменов.